# Platysenta indecora
Platysenta indecora är en fjärilsart som beskrevs av Paul Dognin 1914. Platysenta indecora ingår i släktet Platysenta och familjen nattflyn. Inga underarter finns listade i Catalogue of Life.